# Baisakhi
Baisakhi (zwane też Vaisakhi) – święto obchodzone corocznie przez sikhów. Sikhowie obchodzą rocznicę wyłożenia w 1699 r. przez guru Gowinda Sikha zasad religii sikhowskiej wraz z określeniem obowiązków wyznawców tej religii.